# Vruchtbladroller
De vruchtbladroller (Adoxophyes orana) is een vlinder uit de familie van de Tortricidae (bladrollers). De vlinders hebben een spanwijdte van 17 tot 22 millimeter. De soort overwintert als rups.

## Waardplanten
De vruchtbladroller is polyfaag op bomen en struiken. In de fruitteelt kan deze vlinder flinke schade aanrichten.

## Voorkomen in Nederland
De vruchtbladroller is in Nederland en in België een algemene soort. In Nederland is de soort pas sinds 1938 bekend, maar heeft zich snel over het land verspreid. De soort kent twee generaties, die vliegen van mei tot in november.